# Alister McGrath
Alister McGrath (Belfast, 23 de janeiro de 1953) é um teólogo cristão, Pastor Anglicano, apologeta, professor de Teologia, Religião e Cultura, na King's College, de Londres e pesquisador sênior do Harris Manchester College. É casado com Joanna Collicutt McGrath. Possui pós-doutorado em biofísica molecular e doutorado em teologia pela universidade de Oxford. Seu interesse principal se concentra na história do pensamento cristão, com ênfase particular na relação entre as ciências naturais e a fé cristã. Ex-ateu, o Dr. McGrath é considerado um dos mais influentes pensadores cristãos da atualidade.
Em seus escritos e palestras públicas, ele promove a "teologia científica" e se opõe fortemente a corrente anti-religiosa. McGrath até recentemente era professor de Teologia Histórica na Universidade de Oxford, mas agora tem assumido a cadeira de Teologia, Religião e Cultura, na King's College de Londres desde setembro de 2008. Até 2005, era diretor de Wycliffe Hall.

## Biografia
McGrath nasceu em Belfast, na Irlanda do Norte e cresceu em Downpatrick, County Down, onde frequentou a Down High School. Em setembro de 1966, tornou-se um aluno do Methodist College de Belfast, onde teve seus estudos focados em matemática, física e química. Ainda no Methodist College, McGrath obteve formação especial em química avançada a fim de se preparar para o exame de admissão de Oxford, em dezembro de 1970.
Alister ingressou em Oxford em setembro de 1971. Entre os meses de outubro e novembro, ele passou a estudar as raízes do ateísmo mais a fundo. Ao mesmo tempo, estudava o por quê das crenças básicas do Cristianismo. Ao final de novembro, Alister saiu do ateísmo e ingressou no Cristianismo.
Em setembro de 1974, McGrath associou-se a um grupo de pesquisa do professor Sir George Radda, no departamento de Bioquímica da Universidade de Oxford. Seu interesse estava em desenvolver métodos físicos inovadores a fim de investigar sistemas biológicos complexos, incluindo a técnica de ressonância magnética.
Alister passou o verão de 1976 trabalhando na Universidade de Utrecht, graças a uma bolsa de estudo oferecida pela European Molecular Biology Organization. Depois disso, ele ganhou outra bolsa de estudo sênior no Merton College, a fim de continuar sua pesquisa biofísica. Durante esses três anos, McGrath estudou a relação entre ciência e teologia. Ele obteve seu doutorado em biofísica em junho de 1978; e uma graduação com honras de primeira classe em Teologia.
Em seguida, McGrath deixou Oxford para fazer sua pesquisa teológica na Universidade de Cambridge, onde também estudou para ordenação na Igreja Anglicana. Em Setembro de 1980, foi ordenado diácono e começou a trabalhar como curate (responsável pelo cuidado com as pessoas) na Paróquia de St Leonard's Church, em Nottingham. Foi ordenado sacerdote em Southwell Minster em setembro de 1981.
Em 1983, McGrath foi nomeado professor de doutrina e ética cristã na Wycliffe Hall, Oxford. Depois, foi indicado como membro da Faculdade de Teologia da Universidade de Oxford. McGrath passou o segundo semestre de 1990 como professor de Teologia Histórica da Faculdade de Teologia da Drew University, em New Jersey.
McGrath foi eleito professor de Teologia da Universidade de Oxford em 1993 e também atuou como professor de teologia na Regent College, Vancouver entre 1993 e 1999. Em 1995, foi nomeado diretor da Wycliffe Hall, e em 1999, foi premiado na Universidade de Oxford, com o título de Professor de Teologia Histórica. Graças a sua pesquisa sobre a história e teologia sistemática, Alister foi premiado em 2001 com um Doutorado em Teologia em Oxford. Nesse período, ele foi o fundador da  International Society for Science and Religion (Sociedade Internacional para a Ciência e a Religião). Em 01 setembro de 2008, McGrath assumiu a cadeira de teologia, no  Departamento de Educação e Estudos Profissionais do King's College, em Londres.
McGrath é um dos teólogos mais lidos do planeta. Sua obra faz referência tanto ao início do Cristianismo, com os Pais da Igreja, quanto aos evangélicos contemporânea, como Thomas Torrance e J. I. Packer. Suas áreas de estudo incluem a história da igreja cristã, doutrinas, o diálogo entre ciência e fé, e a espiritualidade evangélica.

## Visões
McGrath defende a ideia do Criacionismo Evolucionário. Antes de ser cristão, McGrath era ateu. Em 2004, ele sugeriu no livro The Twilight of Atheism que o ateísmo estava em declínio, embora essa visão tenha sido contestada na academia. Ele tem sido muito crítico do neo-ateísmo no geral e de Richard Dawkins em particular, chamando-o de "ignorantes na teologia cristã". Seu livro O delírio de Dawkins foi publicado em fevereiro de 2007. Os dois também tiveram um debate público sobre o tema: "O dano das crenças religiosas à saúde de uma sociedade" e "É necessário fornecer os fundamentos morais e éticos de uma sociedade saudável?". McGrath também debateu com Daniel Dennett, no Greer-Heard Point-Counterpoint Forum (Fevereiro de 2007) em Nova Orleans. Ele foi entrevistado por Richard Dawkins sobre seu livro O Deus de Dawkins e a fé em geral, para o documentário de televisão The Root of All Evil?. A entrevista com McGrath não foi incluída no corte final, mas as imagens não editadas estão disponíveis online. Ele afirma que ele não se opõe ao ateísmo em si, mas sim aos pontos de vista do ateísmo defendidos por pessoas como Dawkins.

## Publicações

### Livros
- Religião de poder., São Paulo: Cultura Cristã, 1998;
- O Deus desconhecido., São Paulo: Loyola, 2001;
- A Vida de João Calvino., São Paulo: Cultura Cristã, 2004;
- Teologia Sistemática, Histórica e Filosófica: uma introdução à teologia cristã., São Paulo: Shedd Publicações, 2005;
- Fundamento do Diálogo entre Ciência e Religião., São Paulo: Loyola, 2005;
- Um Vislumbre da Face De Deus., São Paulo: Loyola, 2006;
- Paixão pela Verdade: a coerência intelectual do evangelicalismo., São Paulo: Shedd Publicações, 2007;
- Origens Intelectuais da Reforma., São Paulo: Cultura Cristã, 2007;
- Teologia Histórica., São Paulo: Cultura Cristã, 2007;
- O Delírio De Dawkins., São Paulo: Mundo Cristão, 2007;
- O Deus de Dawkins: Genes, memes e o significado da vida., São Paulo: Shedd Publicações, 2008;
- Teologia para Amadores., São Paulo: Mundo Cristão, 2008;
- Uma Introduçao A Espiritualidade Crista., São Paulo: Editora Vida, 2008;
- Apologética Cristã no Século XXI., São Paulo: Editora Vida, 2008;
- Teologia - Os Fundamentos., São Paulo: Loyola, 2009;
- As Crônicas de Aedyn: Os Escolhidos, Hagnos, 2011;
- As crônicas de Aedyn : O voo dos exilados. São Paulo: Hagnos, 2012.
- As crônicas de Aedyn : O desvanecer das trevas. São Paulo: Hagnos, 2014
- O Pensamento da Reforma. Cultura cristã, 2014.
- The Intellectual World of C. S. Lewis, 2013;
- A vida de C. S. Lewis: Do ateísmo às terras de Nárnia. Mundo Cristão, 2013.
- Conversando com C. S. Lewis, Editora Pórtico, 2014.
- A Gênese da Doutrina, Editora Vida Nova, 2015.
- Criação. São Paulo: Hagnos, 2016.
- Encarnação. São Paulo: Hagnos, 2012.
- Redenção. São Paulo: Hagnos, 2012.
- Deus e Darwin: Teologia Natural e Pensamento Evolutivo. Viçosa/MG: Ultimato, 2016.
- Teologia natural: uma nova abordagem. Vida Nova, 2019.
- Apologética pura e simples: como levar os que buscam e os que duvidam a encontrar a fé. Vida Nova, 2013.
- Surpreendido pelo sentido: ciência, fé e como conseguimos que as coisas façam sentido. São Paulo: Hagnos, 2015.
- Fundamentos do cristianismo. Vida Nova, 2018.
- O ajuste fino do universo: em busca de Deus na ciência e na teologia. Viçosa/MG: Ultimato editora.
- Creio. Um Estudo Sobre as Verdades Essenciais da Fé Cristã no Credo Apostólico. Vida Nova, 2013.
- Heresia: Uma história em defesa da verdade. São Paulo: Hagnos, 2014.
- .A fé e os credos. Cultura cristã, 2017.
- Como lidar com a Dúvida - sobre você e sobre Deus. Viçosa/MG: Ultimato, 2008.
- A ciência de Deus: uma introdução à teologia científica. Viçosa/MG: Ultimato, 2016.
- A Theory of Everything (That Matters): A Short Guide to Einstein, Relativity and the Future of Faith.